# Vuelta a Burgos 2021
Vuelta a Burgos 2021 var den 43. udgave af det spanske etapeløb Vuelta a Burgos. Cykelløbets fem etaper blev kørt omkring Burgos fra 3. til 7. august 2021. Løbet var en del af UCI ProSeries 2021.
Samlet vinder blev spanske Mikel Landa fra Bahrain Victorious.

## Etaperne
| Etape    | Dato    | Start – Mål                                | type              | Afstand (km) | Etapevinder       | Førende rytter    |
| -------- | ------- | ------------------------------------------ | ----------------- | ------------ | ----------------- | ----------------- |
| 1. etape | 3. aug. | Burgos – Burgos                            | middel bjergetape | 161          | Edward Planckaert | Edward Planckaert |
| 2. etape | 4. aug. | Tardajos – Briviesca                       | kuperet etape     | 175          | Sebastián Molano  | Gonzalo Serrano   |
| 3. etape | 5. aug. | Busto de Bureba – Espinosa de los Monteros | bjergetape        | 173          | Romain Bardet     | Romain Bardet     |
| 4. etape | 6. aug. | Roa – Aranda de Duero                      | flad etape        | 149          | Sebastián Molano  | Romain Bardet     |
| 5. etape | 7. aug. | Comunero de Revenga – Lagunas de Neila     | bjergetape        | 146          | Hugh Carthy       | Mikel Landa       |

### 1. etape
| Burgos - Burgos | middel bjergetape | (161 km) |

| \| Etaperesultat \| Etaperesultat \| Etaperesultat \| Etaperesultat \| Etaperesultat \| \| Rytter \| Rytter \| Hold \| Tid \| \| \| ------------- \| ------------------- \| ------------------ \| ------------- \| ------------- \| \| 1. \| Edward Planckaert \| Alpecin-Fenix \| 3t 34' 42" \| \| \| 2. \| Gonzalo Serrano \| Movistar Team \| + 0" \| \| \| 3. \| Vincenzo Albanese \| Eolo-Kometa \| + 1" \| \| \| 4. \| Santiago Buitrago \| Bahrain Victorious \| + 1" \| \| \| 5. \| Romain Bardet \| Team DSM \| + 3" \| \| \| 6. \| Robert Stannard \| BikeExchange \| + 9" \| \| \| 7. \| Miguel Flórez López \| Arkéa-Samsic \| + 9" \| \| \| 8. \| Jetse Bol \| Burgos-BH \| + 9" \| \| \| 9. \| Mikel Landa \| Bahrain Victorious \| + 9" \| \| \| 10. \| Kévin Ledanois \| Arkéa-Samsic \| + 9" \| \| |                     |                    |            |
| |                     |                    |            |
| Kilde: ProCyclingStats |                     |                    |            |
| Etaperesultat |                     |                    |            |
| Rytter | Rytter              | Hold               | Tid        |
| 1. | Edward Planckaert   | Alpecin-Fenix      | 3t 34' 42" |
| 2. | Gonzalo Serrano     | Movistar Team      | + 0"       |
| 3. | Vincenzo Albanese   | Eolo-Kometa        | + 1"       |
| 4. | Santiago Buitrago   | Bahrain Victorious | + 1"       |
| 5. | Romain Bardet       | Team DSM           | + 3"       |
| 6. | Robert Stannard     | BikeExchange       | + 9"       |
| 7. | Miguel Flórez López | Arkéa-Samsic       | + 9"       |
| 8. | Jetse Bol           | Burgos-BH          | + 9"       |
| 9. | Mikel Landa         | Bahrain Victorious | + 9"       |
| 10. | Kévin Ledanois      | Arkéa-Samsic       | + 9"       |

| \| Samlede stilling \| Samlede stilling \| Samlede stilling \| Samlede stilling \| Samlede stilling \| \| Rytter \| Rytter \| Hold \| Tid \| \| \| ---------------- \| ------------------- \| ------------------ \| ---------------- \| ---------------- \| \| 1. \| Edward Planckaert \| Alpecin-Fenix \| 3t 34' 42" \| \| \| 2. \| Gonzalo Serrano \| Movistar Team \| + 0" \| \| \| 3. \| Vincenzo Albanese \| Eolo-Kometa \| + 1" \| \| \| 4. \| Santiago Buitrago \| Bahrain Victorious \| + 1" \| \| \| 5. \| Romain Bardet \| Team DSM \| + 3" \| \| \| 6. \| Robert Stannard \| BikeExchange \| + 9" \| \| \| 7. \| Miguel Flórez López \| Arkéa-Samsic \| + 9" \| \| \| 8. \| Jetse Bol \| Burgos-BH \| + 9" \| \| \| 9. \| Mikel Landa \| Bahrain Victorious \| + 9" \| \| \| 10. \| Kévin Ledanois \| Arkéa-Samsic \| + 9" \| \| |                     |                    |            |
| |                     |                    |            |
| Kilde: ProCyclingStats |                     |                    |            |
| Samlede stilling |                     |                    |            |
| Rytter | Rytter              | Hold               | Tid        |
| 1. | Edward Planckaert   | Alpecin-Fenix      | 3t 34' 42" |
| 2. | Gonzalo Serrano     | Movistar Team      | + 0"       |
| 3. | Vincenzo Albanese   | Eolo-Kometa        | + 1"       |
| 4. | Santiago Buitrago   | Bahrain Victorious | + 1"       |
| 5. | Romain Bardet       | Team DSM           | + 3"       |
| 6. | Robert Stannard     | BikeExchange       | + 9"       |
| 7. | Miguel Flórez López | Arkéa-Samsic       | + 9"       |
| 8. | Jetse Bol           | Burgos-BH          | + 9"       |
| 9. | Mikel Landa         | Bahrain Victorious | + 9"       |
| 10. | Kévin Ledanois      | Arkéa-Samsic       | + 9"       |

### 2. etape
| Tardajos - Briviesca | kuperet etape | (175 km) |

| \| Etaperesultat \| Etaperesultat \| Etaperesultat \| Etaperesultat \| Etaperesultat \| \| Rytter \| Rytter \| Hold \| Tid \| \| \| ------------- \| --------------------------- \| ---------------------- \| ------------- \| ------------- \| \| 1. \| Sebastián Molano \| UAE Team Emirates \| 3t 55' 39" \| \| \| 2. \| Alberto Dainese \| Team DSM \| + 0" \| \| \| 3. \| Matteo Trentin \| UAE Team Emirates \| + 0" \| \| \| 4. \| Jordi Meeus \| Bora-Hansgrohe \| + 0" \| \| \| 5. \| Jon Aberasturi \| Caja Rural-Seguros RGA \| + 0" \| \| \| 6. \| Reinardt Janse van Rensburg \| Qhubeka NextHash \| + 0" \| \| \| 7. \| Itamar Einhorn \| Israel Start-Up Nation \| + 0" \| \| \| 8. \| Christopher Lawless \| TotalEnergies \| + 0" \| \| \| 9. \| Marc Sarreau \| AG2R Citroën Team \| + 0" \| \| \| 10. \| Gonzalo Serrano \| Movistar Team \| + 0" \| \| |                             |                        |            |
| |                             |                        |            |
| Kilde: ProCyclingStats |                             |                        |            |
| Etaperesultat |                             |                        |            |
| Rytter | Rytter                      | Hold                   | Tid        |
| 1. | Sebastián Molano            | UAE Team Emirates      | 3t 55' 39" |
| 2. | Alberto Dainese             | Team DSM               | + 0"       |
| 3. | Matteo Trentin              | UAE Team Emirates      | + 0"       |
| 4. | Jordi Meeus                 | Bora-Hansgrohe         | + 0"       |
| 5. | Jon Aberasturi              | Caja Rural-Seguros RGA | + 0"       |
| 6. | Reinardt Janse van Rensburg | Qhubeka NextHash       | + 0"       |
| 7. | Itamar Einhorn              | Israel Start-Up Nation | + 0"       |
| 8. | Christopher Lawless         | TotalEnergies          | + 0"       |
| 9. | Marc Sarreau                | AG2R Citroën Team      | + 0"       |
| 10. | Gonzalo Serrano             | Movistar Team          | + 0"       |

| \| Samlede stilling \| Samlede stilling \| Samlede stilling \| Samlede stilling \| Samlede stilling \| \| Rytter \| Rytter \| Hold \| Tid \| \| \| ---------------- \| ------------------- \| ---------------------- \| ---------------- \| ---------------- \| \| 1. \| Gonzalo Serrano \| Movistar Team \| 7t 30' 21" \| \| \| 2. \| Edward Planckaert \| Alpecin-Fenix \| + 0" \| \| \| 3. \| Vincenzo Albanese \| Eolo-Kometa \| + 1" \| \| \| 4. \| Santiago Buitrago \| Bahrain Victorious \| + 1" \| \| \| 5. \| Romain Bardet \| Team DSM \| + 3" \| \| \| 6. \| Robert Stannard \| BikeExchange \| + 9" \| \| \| 7. \| Jetse Bol \| Burgos-BH \| + 9" \| \| \| 8. \| Mikel Landa \| Bahrain Victorious \| + 9" \| \| \| 9. \| Miguel Flórez López \| Arkéa-Samsic \| + 9" \| \| \| 10. \| Jonathan Lastra \| Caja Rural-Seguros RGA \| + 9" \| \| |                     |                        |            |
| |                     |                        |            |
| Kilde: ProCyclingStats |                     |                        |            |
| Samlede stilling |                     |                        |            |
| Rytter | Rytter              | Hold                   | Tid        |
| 1. | Gonzalo Serrano     | Movistar Team          | 7t 30' 21" |
| 2. | Edward Planckaert   | Alpecin-Fenix          | + 0"       |
| 3. | Vincenzo Albanese   | Eolo-Kometa            | + 1"       |
| 4. | Santiago Buitrago   | Bahrain Victorious     | + 1"       |
| 5. | Romain Bardet       | Team DSM               | + 3"       |
| 6. | Robert Stannard     | BikeExchange           | + 9"       |
| 7. | Jetse Bol           | Burgos-BH              | + 9"       |
| 8. | Mikel Landa         | Bahrain Victorious     | + 9"       |
| 9. | Miguel Flórez López | Arkéa-Samsic           | + 9"       |
| 10. | Jonathan Lastra     | Caja Rural-Seguros RGA | + 9"       |

### 3. etape
| Busto de Bureba - Espinosa de los Monteros | bjergetape | (173 km) |

| \| Etaperesultat \| Etaperesultat \| Etaperesultat \| Etaperesultat \| Etaperesultat \| \| Rytter \| Rytter \| Hold \| Tid \| \| \| ------------- \| ------------------ \| ------------------- \| ------------- \| ------------- \| \| 1. \| Romain Bardet \| Team DSM \| 4t 14' 14" \| \| \| 2. \| Domenico Pozzovivo \| Qhubeka NextHash \| + 39" \| \| \| 3. \| Mikel Landa \| Bahrain Victorious \| + 39" \| \| \| 4. \| Mikel Nieve \| BikeExchange \| + 39" \| \| \| 5. \| Tobias Bayer \| Alpecin-Fenix \| + 50" \| \| \| 6. \| Mark Padun \| Bahrain Victorious \| + 50" \| \| \| 7. \| Fabio Aru \| Qhubeka NextHash \| + 50" \| \| \| 8. \| Aleksandr Vlasov \| Astana-Premier Tech \| + 50" \| \| \| 9. \| David de la Cruz \| UAE Team Emirates \| + 50" \| \| \| 10. \| Óscar Rodríguez \| Astana-Premier Tech \| + 50" \| \| |                    |                     |            |
| |                    |                     |            |
| Kilde: ProCyclingStats |                    |                     |            |
| Etaperesultat |                    |                     |            |
| Rytter | Rytter             | Hold                | Tid        |
| 1. | Romain Bardet      | Team DSM            | 4t 14' 14" |
| 2. | Domenico Pozzovivo | Qhubeka NextHash    | + 39"      |
| 3. | Mikel Landa        | Bahrain Victorious  | + 39"      |
| 4. | Mikel Nieve        | BikeExchange        | + 39"      |
| 5. | Tobias Bayer       | Alpecin-Fenix       | + 50"      |
| 6. | Mark Padun         | Bahrain Victorious  | + 50"      |
| 7. | Fabio Aru          | Qhubeka NextHash    | + 50"      |
| 8. | Aleksandr Vlasov   | Astana-Premier Tech | + 50"      |
| 9. | David de la Cruz   | UAE Team Emirates   | + 50"      |
| 10. | Óscar Rodríguez    | Astana-Premier Tech | + 50"      |

| \| Samlede stilling \| Samlede stilling \| Samlede stilling \| Samlede stilling \| Samlede stilling \| \| Rytter \| Rytter \| Hold \| Tid \| \| \| ---------------- \| ------------------ \| ------------------ \| ---------------- \| ---------------- \| \| 1. \| Romain Bardet \| Team DSM \| 12t 22' 00" \| \| \| 2. \| Mikel Landa \| Bahrain Victorious \| + 45" \| \| \| 3. \| Domenico Pozzovivo \| Qhubeka NextHash \| + 58" \| \| \| 4. \| Fabio Aru \| Qhubeka NextHash \| + 1' 00" \| \| \| 5. \| David de la Cruz \| UAE Team Emirates \| + 1' 00" \| \| \| 6. \| Geoffrey Bouchard \| AG2R Citroën Team \| + 1' 00" \| \| \| 7. \| Mark Padun \| Bahrain Victorious \| + 1' 05" \| \| \| 8. \| Pavel Sivakov \| Ineos Grenadiers \| + 1' 07" \| \| \| 9. \| Santiago Buitrago \| Bahrain Victorious \| + 1' 36" \| \| \| 10. \| Jaakko Hänninen \| AG2R Citroën Team \| + 1' 45" \| \| |                    |                    |             |
| |                    |                    |             |
| Kilde: ProCyclingStats |                    |                    |             |
| Samlede stilling |                    |                    |             |
| Rytter | Rytter             | Hold               | Tid         |
| 1. | Romain Bardet      | Team DSM           | 12t 22' 00" |
| 2. | Mikel Landa        | Bahrain Victorious | + 45"       |
| 3. | Domenico Pozzovivo | Qhubeka NextHash   | + 58"       |
| 4. | Fabio Aru          | Qhubeka NextHash   | + 1' 00"    |
| 5. | David de la Cruz   | UAE Team Emirates  | + 1' 00"    |
| 6. | Geoffrey Bouchard  | AG2R Citroën Team  | + 1' 00"    |
| 7. | Mark Padun         | Bahrain Victorious | + 1' 05"    |
| 8. | Pavel Sivakov      | Ineos Grenadiers   | + 1' 07"    |
| 9. | Santiago Buitrago  | Bahrain Victorious | + 1' 36"    |
| 10. | Jaakko Hänninen    | AG2R Citroën Team  | + 1' 45"    |

### 4. etape
| Roa - Aranda de Duero | flad etape | (149 km) |

| \| Etaperesultat \| Etaperesultat \| Etaperesultat \| Etaperesultat \| Etaperesultat \| \| Rytter \| Rytter \| Hold \| Tid \| \| \| ------------- \| ------------------ \| ---------------------- \| ------------- \| ------------- \| \| 1. \| Sebastián Molano \| UAE Team Emirates \| 3t 20' 28" \| \| \| 2. \| Jon Aberasturi \| Caja Rural-Seguros RGA \| + 0" \| \| \| 3. \| Vincenzo Albanese \| Eolo-Kometa \| + 0" \| \| \| 4. \| Matteo Trentin \| UAE Team Emirates \| + 0" \| \| \| 5. \| Jordi Meeus \| Bora-Hansgrohe \| + 0" \| \| \| 6. \| Marc Sarreau \| AG2R Citroën Team \| + 0" \| \| \| 7. \| Sacha Modolo \| Alpecin-Fenix \| + 0" \| \| \| 8. \| Gonzalo Serrano \| Movistar Team \| + 0" \| \| \| 9. \| Itamar Einhorn \| Israel Start-Up Nation \| + 0" \| \| \| 10. \| José Joaquín Rojas \| Movistar Team \| + 0" \| \| |                    |                        |            |
| |                    |                        |            |
| Kilde: ProCyclingStats |                    |                        |            |
| Etaperesultat |                    |                        |            |
| Rytter | Rytter             | Hold                   | Tid        |
| 1. | Sebastián Molano   | UAE Team Emirates      | 3t 20' 28" |
| 2. | Jon Aberasturi     | Caja Rural-Seguros RGA | + 0"       |
| 3. | Vincenzo Albanese  | Eolo-Kometa            | + 0"       |
| 4. | Matteo Trentin     | UAE Team Emirates      | + 0"       |
| 5. | Jordi Meeus        | Bora-Hansgrohe         | + 0"       |
| 6. | Marc Sarreau       | AG2R Citroën Team      | + 0"       |
| 7. | Sacha Modolo       | Alpecin-Fenix          | + 0"       |
| 8. | Gonzalo Serrano    | Movistar Team          | + 0"       |
| 9. | Itamar Einhorn     | Israel Start-Up Nation | + 0"       |
| 10. | José Joaquín Rojas | Movistar Team          | + 0"       |

| \| Samlede stilling \| Samlede stilling \| Samlede stilling \| Samlede stilling \| Samlede stilling \| \| Rytter \| Rytter \| Hold \| Tid \| \| \| ---------------- \| ------------------ \| ------------------ \| ---------------- \| ---------------- \| \| 1. \| Romain Bardet \| Team DSM \| 15t 05' 06" \| \| \| 2. \| Mikel Landa \| Bahrain Victorious \| + 45" \| \| \| 3. \| David de la Cruz \| UAE Team Emirates \| + 1' 00" \| \| \| 4. \| Fabio Aru \| Qhubeka NextHash \| + 1' 00" \| \| \| 5. \| Mark Padun \| Bahrain Victorious \| + 1' 05" \| \| \| 6. \| Pavel Sivakov \| Ineos Grenadiers \| + 1' 07" \| \| \| 7. \| Geoffrey Bouchard \| AG2R Citroën Team \| + 1' 08" \| \| \| 8. \| Domenico Pozzovivo \| Qhubeka NextHash \| + 1' 18" \| \| \| 9. \| Santiago Buitrago \| Bahrain Victorious \| + 1' 41" \| \| \| 10. \| Jaakko Hänninen \| AG2R Citroën Team \| + 1' 53" \| \| |                    |                    |             |
| |                    |                    |             |
| Kilde: ProCyclingStats |                    |                    |             |
| Samlede stilling |                    |                    |             |
| Rytter | Rytter             | Hold               | Tid         |
| 1. | Romain Bardet      | Team DSM           | 15t 05' 06" |
| 2. | Mikel Landa        | Bahrain Victorious | + 45"       |
| 3. | David de la Cruz   | UAE Team Emirates  | + 1' 00"    |
| 4. | Fabio Aru          | Qhubeka NextHash   | + 1' 00"    |
| 5. | Mark Padun         | Bahrain Victorious | + 1' 05"    |
| 6. | Pavel Sivakov      | Ineos Grenadiers   | + 1' 07"    |
| 7. | Geoffrey Bouchard  | AG2R Citroën Team  | + 1' 08"    |
| 8. | Domenico Pozzovivo | Qhubeka NextHash   | + 1' 18"    |
| 9. | Santiago Buitrago  | Bahrain Victorious | + 1' 41"    |
| 10. | Jaakko Hänninen    | AG2R Citroën Team  | + 1' 53"    |

### 5. etape
| Comunero de Revenga - Lagunas de Neila | bjergetape | (146 km) |

| \| Etaperesultat \| Etaperesultat \| Etaperesultat \| Etaperesultat \| Etaperesultat \| \| Rytter \| Rytter \| Hold \| Tid \| \| \| ------------- \| ----------------- \| ------------------ \| ------------- \| ------------- \| \| 1. \| Hugh Carthy \| EF Education-Nippo \| 3t 23' 53" \| \| \| 2. \| Einer Rubio \| Movistar Team \| + 5" \| \| \| 3. \| Simon Yates \| BikeExchange \| + 7" \| \| \| 4. \| Egan Bernal \| Ineos Grenadiers \| + 13" \| \| \| 5. \| Jay Vine \| Alpecin-Fenix \| + 14" \| \| \| 6. \| Mikel Landa \| Bahrain Victorious \| + 16" \| \| \| 7. \| Santiago Buitrago \| Bahrain Victorious \| + 29" \| \| \| 8. \| Fabio Aru \| Qhubeka NextHash \| + 37" \| \| \| 9. \| Mark Padun \| Bahrain Victorious \| + 39" \| \| \| 10. \| Mikel Bizkarra \| Euskaltel-Euskadi \| + 43" \| \| |                   |                    |            |
| |                   |                    |            |
| Kilde: ProCyclingStats |                   |                    |            |
| Etaperesultat |                   |                    |            |
| Rytter | Rytter            | Hold               | Tid        |
| 1. | Hugh Carthy       | EF Education-Nippo | 3t 23' 53" |
| 2. | Einer Rubio       | Movistar Team      | + 5"       |
| 3. | Simon Yates       | BikeExchange       | + 7"       |
| 4. | Egan Bernal       | Ineos Grenadiers   | + 13"      |
| 5. | Jay Vine          | Alpecin-Fenix      | + 14"      |
| 6. | Mikel Landa       | Bahrain Victorious | + 16"      |
| 7. | Santiago Buitrago | Bahrain Victorious | + 29"      |
| 8. | Fabio Aru         | Qhubeka NextHash   | + 37"      |
| 9. | Mark Padun        | Bahrain Victorious | + 39"      |
| 10. | Mikel Bizkarra    | Euskaltel-Euskadi  | + 43"      |

## Resultater
| \| Samlede stilling \| Samlede stilling \| Samlede stilling \| Samlede stilling \| Samlede stilling \| \| Rytter \| Rytter \| Hold \| Tid \| \| \| ---------------- \| --------------------- \| ------------------ \| ---------------- \| ---------------- \| \| 1. \| Mikel Landa \| Bahrain Victorious \| 18t 30' 00" \| \| \| 2. \| Fabio Aru \| Qhubeka NextHash \| + 36" \| \| \| 3. \| Mark Padun \| Bahrain Victorious \| + 43" \| \| \| 4. \| Pavel Sivakov \| Ineos Grenadiers \| + 49" \| \| \| 5. \| David de la Cruz \| UAE Team Emirates \| + 51" \| \| \| 6. \| Romain Bardet \| Team DSM \| + 53" \| \| \| 7. \| Einer Rubio \| Movistar Team \| + 58" \| \| \| 8. \| Santiago Buitrago \| Bahrain Victorious \| + 1' 09" \| \| \| 9. \| Geoffrey Bouchard \| AG2R Citroën Team \| + 1' 21" \| \| \| 10. \| Sébastien Reichenbach \| Groupama-FDJ \| + 1' 39" \| \| |                       |                    |             |
| |                       |                    |             |
| Kilde: ProCyclingStats |                       |                    |             |
| Samlede stilling |                       |                    |             |
| Rytter | Rytter                | Hold               | Tid         |
| 1. | Mikel Landa           | Bahrain Victorious | 18t 30' 00" |
| 2. | Fabio Aru             | Qhubeka NextHash   | + 36"       |
| 3. | Mark Padun            | Bahrain Victorious | + 43"       |
| 4. | Pavel Sivakov         | Ineos Grenadiers   | + 49"       |
| 5. | David de la Cruz      | UAE Team Emirates  | + 51"       |
| 6. | Romain Bardet         | Team DSM           | + 53"       |
| 7. | Einer Rubio           | Movistar Team      | + 58"       |
| 8. | Santiago Buitrago     | Bahrain Victorious | + 1' 09"    |
| 9. | Geoffrey Bouchard     | AG2R Citroën Team  | + 1' 21"    |
| 10. | Sébastien Reichenbach | Groupama-FDJ       | + 1' 39"    |

| Samlede stilling | Samlede stilling      | Samlede stilling   | Samlede stilling | Samlede stilling |
| Rytter           | Rytter                | Hold               | Tid              |                  |
| ---------------- | --------------------- | ------------------ | ---------------- | ---------------- |
| 1.               | Mikel Landa           | Bahrain Victorious | 18t 30' 00"      |                  |
| 2.               | Fabio Aru             | Qhubeka NextHash   | + 36"            |                  |
| 3.               | Mark Padun            | Bahrain Victorious | + 43"            |                  |
| 4.               | Pavel Sivakov         | Ineos Grenadiers   | + 49"            |                  |
| 5.               | David de la Cruz      | UAE Team Emirates  | + 51"            |                  |
| 6.               | Romain Bardet         | Team DSM           | + 53"            |                  |
| 7.               | Einer Rubio           | Movistar Team      | + 58"            |                  |
| 8.               | Santiago Buitrago     | Bahrain Victorious | + 1' 09"         |                  |
| 9.               | Geoffrey Bouchard     | AG2R Citroën Team  | + 1' 21"         |                  |
| 10.              | Sébastien Reichenbach | Groupama-FDJ       | + 1' 39"         |                  |

| Pointkonkurrence | Pointkonkurrence  | Pointkonkurrence       | Pointkonkurrence | Pointkonkurrence |
| Rytter           | Rytter            | Hold                   | Point            |                  |
| ---------------- | ----------------- | ---------------------- | ---------------- | ---------------- |
| 1.               | Sebastián Molano  | UAE Team Emirates      | 50 point         |                  |
| 2.               | Romain Bardet     | Team DSM               | 37 point         |                  |
| 3.               | Mikel Landa       | Bahrain Victorious     | 33 point         |                  |
| 4.               | Vincenzo Albanese | Eolo-Kometa            | 32 point         |                  |
| 5.               | Jon Aberasturi    | Caja Rural-Seguros RGA | 32 point         |                  |

| Pointkonkurrence | Pointkonkurrence  | Pointkonkurrence       | Pointkonkurrence | Pointkonkurrence |
| Rytter           | Rytter            | Hold                   | Point            |                  |
| ---------------- | ----------------- | ---------------------- | ---------------- | ---------------- |
| 1.               | Sebastián Molano  | UAE Team Emirates      | 50 point         |                  |
| 2.               | Romain Bardet     | Team DSM               | 37 point         |                  |
| 3.               | Mikel Landa       | Bahrain Victorious     | 33 point         |                  |
| 4.               | Vincenzo Albanese | Eolo-Kometa            | 32 point         |                  |
| 5.               | Jon Aberasturi    | Caja Rural-Seguros RGA | 32 point         |                  |

| Bjergkonkurrence | Bjergkonkurrence  | Bjergkonkurrence   | Bjergkonkurrence | Bjergkonkurrence |
| Rytter           | Rytter            | Hold               | Point            |                  |
| ---------------- | ----------------- | ------------------ | ---------------- | ---------------- |
| 1.               | Romain Bardet     | Team DSM           | 30 point         |                  |
| 2.               | Hugh Carthy       | EF Education-Nippo | 30 point         |                  |
| 3.               | Mikel Landa       | Bahrain Victorious | 30 point         |                  |
| 4.               | Einer Rubio       | Movistar Team      | 25 point         |                  |
| 5.               | Geoffrey Bouchard | AG2R Citroën Team  | 25 point         |                  |

| Bjergkonkurrence | Bjergkonkurrence  | Bjergkonkurrence   | Bjergkonkurrence | Bjergkonkurrence |
| Rytter           | Rytter            | Hold               | Point            |                  |
| ---------------- | ----------------- | ------------------ | ---------------- | ---------------- |
| 1.               | Romain Bardet     | Team DSM           | 30 point         |                  |
| 2.               | Hugh Carthy       | EF Education-Nippo | 30 point         |                  |
| 3.               | Mikel Landa       | Bahrain Victorious | 30 point         |                  |
| 4.               | Einer Rubio       | Movistar Team      | 25 point         |                  |
| 5.               | Geoffrey Bouchard | AG2R Citroën Team  | 25 point         |                  |

| Ungdomskonkurrence | Ungdomskonkurrence   | Ungdomskonkurrence | Ungdomskonkurrence | Ungdomskonkurrence |
| Rytter             | Rytter               | Hold               | Tid                |                    |
| ------------------ | -------------------- | ------------------ | ------------------ | ------------------ |
| 1.                 | Einer Rubio          | Movistar Team      | 18t 30' 58"        |                    |
| 2.                 | Santiago Buitrago    | Bahrain Victorious | + 11"              |                    |
| 3.                 | Andrés Camilo Ardila | UAE Team Emirates  | + 1' 44"           |                    |
| 4.                 | Tobias Bayer         | Alpecin-Fenix      | + 3' 42"           |                    |
| 5.                 | Roger Adrià          | Equipo Kern Pharma | + 3' 42"           |                    |

| Ungdomskonkurrence | Ungdomskonkurrence   | Ungdomskonkurrence | Ungdomskonkurrence | Ungdomskonkurrence |
| Rytter             | Rytter               | Hold               | Tid                |                    |
| ------------------ | -------------------- | ------------------ | ------------------ | ------------------ |
| 1.                 | Einer Rubio          | Movistar Team      | 18t 30' 58"        |                    |
| 2.                 | Santiago Buitrago    | Bahrain Victorious | + 11"              |                    |
| 3.                 | Andrés Camilo Ardila | UAE Team Emirates  | + 1' 44"           |                    |
| 4.                 | Tobias Bayer         | Alpecin-Fenix      | + 3' 42"           |                    |
| 5.                 | Roger Adrià          | Equipo Kern Pharma | + 3' 42"           |                    |

### Holdkonkurrencen
| Holdkonkurrence | Holdkonkurrence     | Holdkonkurrence | Holdkonkurrence |
| Hold            | Hold                | Tid             |                 |
| --------------- | ------------------- | --------------- | --------------- |
| 1.              | Bahrain Victorious  | 55t 31' 44"     |                 |
| 2.              | Astana-Premier Tech | + 7' 40"        |                 |
| 3.              | Movistar Team       | + 8' 53"        |                 |
| 4.              | UAE Team Emirates   | + 8' 57"        |                 |
| 5.              | AG2R Citroën Team   | + 9' 44"        |                 |

## Hold og ryttere
| UCI WorldTeams (13)- Bahrain Victorious - Ineos Grenadiers - Movistar Team - Astana-Premier Tech - Bora-Hansgrohe - EF Education-Nippo - Groupama-FDJ - Israel Start-Up Nation - Team BikeExchange - UAE Team Emirates - Qhubeka NextHash - AG2R Citroën Team - Team DSM UCI ProTeams (8)- Alpecin-Fenix - Burgos-BH - TotalEnergies - Arkéa-Samsic - Caja Rural-Seguros RGA - Equipo Kern Pharma - Euskaltel-Euskadi - Eolo-Kometa |
| |

### Danske ryttere
| Danske ryttere på startlisten |                    |                        |           |
| Rygnummer                     | Rytter             | Hold                   | Placering |
| 76                            | Mads Würtz Schmidt | Israel Start-Up Nation | 29        |
| 107                           | Emil Vinjebo       | Team Qhubeka NextHash  | DNF-2     |

* DNF = gennemførte ikke

## Startliste
| Bahrain Victorious TBV | Bahrain Victorious TBV  | Bahrain Victorious TBV |
| ---------------------- | ----------------------- | ---------------------- |
| Nr.                    | Rytter                  | Placering              |
| 1                      | Mikel Landa (ESP)       | 1.                     |
| 2                      | Yukiya Arashiro (JPN)   | 98.                    |
| 3                      | Damiano Caruso (ITA)    | 13.                    |
| 4                      | Santiago Buitrago (COL) | 8.                     |
| 5                      | Gino Mäder (SUI)        | 60.                    |
| 6                      | Mark Padun (UKR)        | 3.                     |
| 7                      | Stephen Williams (GBR)  | 114.                   |

| Ineos Grenadiers IGD | Ineos Grenadiers IGD   | Ineos Grenadiers IGD |
| -------------------- | ---------------------- | -------------------- |
| Nr.                  | Rytter                 | Placering            |
| 11                   | Egan Bernal (COL)      | 38.                  |
| 12                   | Adam Yates (GBR)       | 96.                  |
| 13                   | Carlos Rodríguez (ESP) | 94.                  |
| 14                   | Jhonatan Narváez (ECU) | 90.                  |
| 15                   | Salvatore Puccio (ITA) | 106.                 |
| 16                   | Pavel Sivakov (RUS)    | 4.                   |
| 17                   | Daniel Martínez (COL)  | DNS-4                |

| Movistar Team MOV | Movistar Team MOV        | Movistar Team MOV |
| ----------------- | ------------------------ | ----------------- |
| Nr.               | Rytter                   | Placering         |
| 21                | Johan Jacobs (SUI)       | 72.               |
| 22                | Gregor Mühlberger (AUT)  | DNS-5             |
| 23                | Nelson Oliveira (POR)    | DNS-5             |
| 24                | Antonio Pedrero (ESP)    | 55.               |
| 25                | José Joaquín Rojas (ESP) | 44.               |
| 26                | Einer Rubio (COL)        | 7.                |
| 27                | Gonzalo Serrano (ESP)    | 40.               |

| Astana-Premier Tech APT | Astana-Premier Tech APT | Astana-Premier Tech APT |
| ----------------------- | ----------------------- | ----------------------- |
| Nr.                     | Rytter                  | Placering               |
| 31                      | Luis León Sánchez (ESP) | 30.                     |
| 32                      | Gorka Izagirre (ESP)    | 37.                     |
| 33                      | Rodrigo Contreras (COL) | 42.                     |
| 34                      | Óscar Rodríguez (ESP)   | 21.                     |
| 35                      | Jurij Natarov (KAZ)     | 35.                     |
| 36                      | Harold Tejada (COL)     | 65.                     |
| 37                      | Aleksandr Vlasov (RUS)  | 34.                     |

| Bora-Hansgrohe BOH | Bora-Hansgrohe BOH     | Bora-Hansgrohe BOH |
| ------------------ | ---------------------- | ------------------ |
| Nr.                | Rytter                 | Placering          |
| 41                 | Cesare Benedetti (POL) | 87.                |
| 42                 | Marcus Burghardt (GER) | 101.               |
| 43                 | Patrick Gamper (AUT)   | 51.                |
| 45                 | Jordi Meeus (BEL)      | 112.               |
| 46                 | Daniel Oss (ITA)       | 119.               |
| 47                 | Ben Zwiehoff (GER)     | 19.                |

| EF Education-Nippo EFN | EF Education-Nippo EFN | EF Education-Nippo EFN |
| ---------------------- | ---------------------- | ---------------------- |
| Nr.                    | Rytter                 | Placering              |
| 51                     | Hugh Carthy (GBR)      | 41.                    |
| 52                     | Will Barta (USA)       | 74.                    |
| 53                     | Jonathan Caicedo (ECU) | 77.                    |
| 54                     | Simon Carr (GBR)       | 93.                    |
| 55                     | Lawson Craddock (USA)  | 75.                    |
| 56                     | Jens Keukeleire (BEL)  | 57.                    |
| 57                     | Hideto Nakane (JPN)    | 104.                   |

| Groupama-FDJ GFC | Groupama-FDJ GFC               | Groupama-FDJ GFC |
| ---------------- | ------------------------------ | ---------------- |
| Nr.              | Rytter                         | Placering        |
| 61               | Alexys Brunel (FRA)            | 92.              |
| 62               | Kevin Geniets (LUX) (landevej) | 39.              |
| 63               | Matthieu Ladagnous (FRA)       | 115.             |
| 64               | Sébastien Reichenbach (SUI)    | 10.              |
| 65               | Anthony Roux (FRA)             | 99.              |
| 66               | Lars van den Berg (NED)        | 36.              |
| 67               | Reuben Thompson (NZL)          | 83.              |

| Israel Start-Up Nation ISN | Israel Start-Up Nation ISN          | Israel Start-Up Nation ISN |
| -------------------------- | ----------------------------------- | -------------------------- |
| Nr.                        | Rytter                              | Placering                  |
| 71                         | Alexander Cataford (CAN)            | 84.                        |
| 72                         | Itamar Einhorn (ISR)                | 123.                       |
| 73                         | Krists Neilands (LAT)               | DNF-3                      |
| 74                         | Guy Niv (ISR)                       | 118.                       |
| 75                         | James Piccoli (CAN)                 | 18.                        |
| 76                         | Mads Würtz Schmidt (DEN) (landevej) | 29.                        |
| 77                         | Sep Vanmarcke (BEL)                 | 66.                        |

| BikeExchange BEX | BikeExchange BEX      | BikeExchange BEX |
| ---------------- | --------------------- | ---------------- |
| Nr.              | Rytter                | Placering        |
| 81               | Simon Yates (GBR)     | 33.              |
| 82               | Mikel Nieve (ESP)     | 52.              |
| 83               | Sam Bewley (NZL)      | DNF-1            |
| 84               | Choon Huat Goh (SGP)  | DNF-1            |
| 85               | Damien Howson (AUS)   | 116.             |
| 86               | Robert Stannard (AUS) | 70.              |
| 87               | Andrej Zejts (KAZ)    | 43.              |

| UAE Team Emirates UAD | UAE Team Emirates UAD       | UAE Team Emirates UAD |
| --------------------- | --------------------------- | --------------------- |
| Nr.                   | Rytter                      | Placering             |
| 91                    | David de la Cruz (ESP)      | 5.                    |
| 92                    | Andrés Camilo Ardila (COL)  | 11.                   |
| 93                    | Finn Fisher-Black (NZL)     | 76.                   |
| 94                    | Sebastián Molano (COL)      | 111.                  |
| 95                    | Cristian Camilo Muñoz (COL) | 69.                   |
| 96                    | Matteo Trentin (ITA)        | 81.                   |
| 97                    | Joe Dombrowski (USA)        | 100.                  |

| Qhubeka NextHash TQA | Qhubeka NextHash TQA              | Qhubeka NextHash TQA |
| -------------------- | --------------------------------- | -------------------- |
| Nr.                  | Rytter                            | Placering            |
| 101                  | Fabio Aru (ITA)                   | 2.                   |
| 102                  | Sander Armée (BEL)                | DNS-5                |
| 103                  | Bert-Jan Lindeman (NED)           | 108.                 |
| 104                  | Domenico Pozzovivo (ITA)          | DNS-5                |
| 105                  | Dylan Sunderland (AUS)            | 117.                 |
| 106                  | Reinardt Janse van Rensburg (RSA) | 85.                  |
| 107                  | Emil Vinjebo (DEN)                | DNF-2                |

| AG2R Citroën Team ACT | AG2R Citroën Team ACT   | AG2R Citroën Team ACT |
| --------------------- | ----------------------- | --------------------- |
| Nr.                   | Rytter                  | Placering             |
| 111                   | François Bidard (FRA)   | 48.                   |
| 112                   | Geoffrey Bouchard (FRA) | 9.                    |
| 113                   | Lilian Calmejane (FRA)  | 27.                   |
| 114                   | Mikaël Cherel (FRA)     | 28.                   |
| 115                   | Jaakko Hänninen (FIN)   | DNS-5                 |
| 116                   | Marc Sarreau (FRA)      | DNF-5                 |
| 117                   | Damien Touzé (FRA)      | 58.                   |

| Team DSM DSM | Team DSM DSM          | Team DSM DSM |
| ------------ | --------------------- | ------------ |
| Nr.          | Rytter                | Placering    |
| 121          | Romain Bardet (FRA)   | 6.           |
| 122          | Thymen Arensman (NED) | 23.          |
| 123          | Alberto Dainese (ITA) | DNF-5        |
| 124          | Nico Denz (GER)       | DNF-5        |
| 125          | Chad Haga (USA)       | 61.          |
| 126          | Chris Hamilton (AUS)  | 82.          |
| 127          | Martijn Tusveld (NED) | 24.          |

| Alpecin-Fenix AFC | Alpecin-Fenix AFC       | Alpecin-Fenix AFC |
| ----------------- | ----------------------- | ----------------- |
| Nr.               | Rytter                  | Placering         |
| 131               | Jay Vine (AUS)          | 105.              |
| 132               | Floris De Tier (BEL)    | 49.               |
| 133               | Tobias Bayer (AUT)      | 14.               |
| 134               | Lionel Taminiaux (BEL)  | DNF-1             |
| 135               | Edward Planckaert (BEL) | 88.               |
| 136               | Sacha Modolo (ITA)      | 122.              |
| 137               | Scott Thwaites (GBR)    | 97.               |

| Burgos-BH BBH | Burgos-BH BBH        | Burgos-BH BBH |
| ------------- | -------------------- | ------------- |
| Nr.           | Rytter               | Placering     |
| 141           | Ángel Madrazo (ESP)  | 20.           |
| 142           | Daniel Navarro (ESP) | DNF-3         |
| 143           | Mario Aparicio (ESP) | 102.          |
| 144           | Jetse Bol (NED)      | 17.           |
| 145           | Carlos Canal (ESP)   | 113.          |
| 146           | Diego Rubio (ESP)    | 95.           |
| 147           | Óscar Cabedo (ESP)   | 80.           |

| TotalEnergies TDE | TotalEnergies TDE         | TotalEnergies TDE |
| ----------------- | ------------------------- | ----------------- |
| Nr.               | Rytter                    | Placering         |
| 151               | Jérémy Cabot (FRA)        | DNF-4             |
| 152               | Víctor de la Parte (ESP)  | 25.               |
| 153               | Marlon Gaillard (FRA)     | 64.               |
| 154               | Damien Gaudin (FRA)       | DNF-5             |
| 155               | Christopher Lawless (GBR) | 120.              |
| 156               | Florian Maitre (FRA)      | 103.              |
| 157               | Adrien Petit (FRA)        | DNF-5             |

| Arkéa-Samsic ARK | Arkéa-Samsic ARK          | Arkéa-Samsic ARK |
| ---------------- | ------------------------- | ---------------- |
| Nr.              | Rytter                    | Placering        |
| 161              | Winner Anacona (COL)      | 45.              |
| 162              | Diego Rosa (ITA)          | DNF-3            |
| 163              | Thomas Boudat (FRA)       | 121.             |
| 164              | Miguel Flórez López (COL) | 12.              |
| 165              | Matis Louvel (FRA)        | 54.              |
| 166              | Łukasz Owsian (POL)       | 71.              |
| 167              | Kévin Ledanois (FRA)      | 56.              |

| Caja Rural-Seguros RGA CJR | Caja Rural-Seguros RGA CJR | Caja Rural-Seguros RGA CJR |
| -------------------------- | -------------------------- | -------------------------- |
| Nr.                        | Rytter                     | Placering                  |
| 171                        | Jon Aberasturi (ESP)       | 107.                       |
| 172                        | Julen Amezqueta (ESP)      | 73.                        |
| 173                        | Álvaro Cuadros (ESP)       | 78.                        |
| 174                        | Jonathan Lastra (ESP)      | 26.                        |
| 175                        | Oier Lazkano (ESP)         | 91.                        |
| 176                        | Sergio Martín (ESP)        | 67.                        |
| 177                        | Jokin Murguialday (ESP)    | 47.                        |

| Equipo Kern Pharma EKP | Equipo Kern Pharma EKP     | Equipo Kern Pharma EKP |
| ---------------------- | -------------------------- | ---------------------- |
| Nr.                    | Rytter                     | Placering              |
| 181                    | Urko Berrade (ESP)         | 16.                    |
| 182                    | Roger Adrià (ESP)          | 15.                    |
| 183                    | Raúl García Pierna (ESP)   | 124.                   |
| 184                    | Francisco Galván (ESP)     | 86.                    |
| 185                    | Jon Agirre (ESP)           | 63.                    |
| 186                    | Carlos García Pierna (ESP) | 50.                    |
| 187                    | Álex Jaime (ESP)           | 109.                   |

| Euskaltel-Euskadi EUS | Euskaltel-Euskadi EUS     | Euskaltel-Euskadi EUS |
| --------------------- | ------------------------- | --------------------- |
| Nr.                   | Rytter                    | Placering             |
| 191                   | Mikel Alonso Flores (ESP) | 125.                  |
| 192                   | Mikel Bizkarra (ESP)      | 59.                   |
| 193                   | Mikel Iturria (ESP)       | 22.                   |
| 194                   | Joan Bou (ESP)            | 31.                   |
| 195                   | Gotzon Martín (ESP)       | 53.                   |
| 196                   | Unai Cuadrado (ESP)       | 46.                   |
| 197                   | Luis Ángel Maté (ESP)     | 68.                   |

| Eolo-Kometa EOK | Eolo-Kometa EOK              | Eolo-Kometa EOK |
| --------------- | ---------------------------- | --------------- |
| Nr.             | Rytter                       | Placering       |
| 201             | Francesco Gavazzi (ITA)      | DNF-4           |
| 202             | Diego Sevilla (ESP)          | 126.            |
| 203             | Vincenzo Albanese (ITA)      | 62.             |
| 204             | Alejandro Ropero (ESP)       | 89.             |
| 205             | Márton Dina (HUN)            | 110.            |
| 206             | Mark Christian (GBR)         | 32.             |
| 207             | Sergio García González (ESP) | 79.             |

| Bahrain Victorious TBV | Bahrain Victorious TBV  | Bahrain Victorious TBV |
| ---------------------- | ----------------------- | ---------------------- |
| Nr.                    | Rytter                  | Placering              |
| 1                      | Mikel Landa (ESP)       | 1.                     |
| 2                      | Yukiya Arashiro (JPN)   | 98.                    |
| 3                      | Damiano Caruso (ITA)    | 13.                    |
| 4                      | Santiago Buitrago (COL) | 8.                     |
| 5                      | Gino Mäder (SUI)        | 60.                    |
| 6                      | Mark Padun (UKR)        | 3.                     |
| 7                      | Stephen Williams (GBR)  | 114.                   |

| Ineos Grenadiers IGD | Ineos Grenadiers IGD   | Ineos Grenadiers IGD |
| -------------------- | ---------------------- | -------------------- |
| Nr.                  | Rytter                 | Placering            |
| 11                   | Egan Bernal (COL)      | 38.                  |
| 12                   | Adam Yates (GBR)       | 96.                  |
| 13                   | Carlos Rodríguez (ESP) | 94.                  |
| 14                   | Jhonatan Narváez (ECU) | 90.                  |
| 15                   | Salvatore Puccio (ITA) | 106.                 |
| 16                   | Pavel Sivakov (RUS)    | 4.                   |
| 17                   | Daniel Martínez (COL)  | DNS-4                |

| Movistar Team MOV | Movistar Team MOV        | Movistar Team MOV |
| ----------------- | ------------------------ | ----------------- |
| Nr.               | Rytter                   | Placering         |
| 21                | Johan Jacobs (SUI)       | 72.               |
| 22                | Gregor Mühlberger (AUT)  | DNS-5             |
| 23                | Nelson Oliveira (POR)    | DNS-5             |
| 24                | Antonio Pedrero (ESP)    | 55.               |
| 25                | José Joaquín Rojas (ESP) | 44.               |
| 26                | Einer Rubio (COL)        | 7.                |
| 27                | Gonzalo Serrano (ESP)    | 40.               |

| Astana-Premier Tech APT | Astana-Premier Tech APT | Astana-Premier Tech APT |
| ----------------------- | ----------------------- | ----------------------- |
| Nr.                     | Rytter                  | Placering               |
| 31                      | Luis León Sánchez (ESP) | 30.                     |
| 32                      | Gorka Izagirre (ESP)    | 37.                     |
| 33                      | Rodrigo Contreras (COL) | 42.                     |
| 34                      | Óscar Rodríguez (ESP)   | 21.                     |
| 35                      | Jurij Natarov (KAZ)     | 35.                     |
| 36                      | Harold Tejada (COL)     | 65.                     |
| 37                      | Aleksandr Vlasov (RUS)  | 34.                     |

| Bora-Hansgrohe BOH | Bora-Hansgrohe BOH     | Bora-Hansgrohe BOH |
| ------------------ | ---------------------- | ------------------ |
| Nr.                | Rytter                 | Placering          |
| 41                 | Cesare Benedetti (POL) | 87.                |
| 42                 | Marcus Burghardt (GER) | 101.               |
| 43                 | Patrick Gamper (AUT)   | 51.                |
| 45                 | Jordi Meeus (BEL)      | 112.               |
| 46                 | Daniel Oss (ITA)       | 119.               |
| 47                 | Ben Zwiehoff (GER)     | 19.                |

| EF Education-Nippo EFN | EF Education-Nippo EFN | EF Education-Nippo EFN |
| ---------------------- | ---------------------- | ---------------------- |
| Nr.                    | Rytter                 | Placering              |
| 51                     | Hugh Carthy (GBR)      | 41.                    |
| 52                     | Will Barta (USA)       | 74.                    |
| 53                     | Jonathan Caicedo (ECU) | 77.                    |
| 54                     | Simon Carr (GBR)       | 93.                    |
| 55                     | Lawson Craddock (USA)  | 75.                    |
| 56                     | Jens Keukeleire (BEL)  | 57.                    |
| 57                     | Hideto Nakane (JPN)    | 104.                   |

| Groupama-FDJ GFC | Groupama-FDJ GFC               | Groupama-FDJ GFC |
| ---------------- | ------------------------------ | ---------------- |
| Nr.              | Rytter                         | Placering        |
| 61               | Alexys Brunel (FRA)            | 92.              |
| 62               | Kevin Geniets (LUX) (landevej) | 39.              |
| 63               | Matthieu Ladagnous (FRA)       | 115.             |
| 64               | Sébastien Reichenbach (SUI)    | 10.              |
| 65               | Anthony Roux (FRA)             | 99.              |
| 66               | Lars van den Berg (NED)        | 36.              |
| 67               | Reuben Thompson (NZL)          | 83.              |

| Israel Start-Up Nation ISN | Israel Start-Up Nation ISN          | Israel Start-Up Nation ISN |
| -------------------------- | ----------------------------------- | -------------------------- |
| Nr.                        | Rytter                              | Placering                  |
| 71                         | Alexander Cataford (CAN)            | 84.                        |
| 72                         | Itamar Einhorn (ISR)                | 123.                       |
| 73                         | Krists Neilands (LAT)               | DNF-3                      |
| 74                         | Guy Niv (ISR)                       | 118.                       |
| 75                         | James Piccoli (CAN)                 | 18.                        |
| 76                         | Mads Würtz Schmidt (DEN) (landevej) | 29.                        |
| 77                         | Sep Vanmarcke (BEL)                 | 66.                        |

| BikeExchange BEX | BikeExchange BEX      | BikeExchange BEX |
| ---------------- | --------------------- | ---------------- |
| Nr.              | Rytter                | Placering        |
| 81               | Simon Yates (GBR)     | 33.              |
| 82               | Mikel Nieve (ESP)     | 52.              |
| 83               | Sam Bewley (NZL)      | DNF-1            |
| 84               | Choon Huat Goh (SGP)  | DNF-1            |
| 85               | Damien Howson (AUS)   | 116.             |
| 86               | Robert Stannard (AUS) | 70.              |
| 87               | Andrej Zejts (KAZ)    | 43.              |

| UAE Team Emirates UAD | UAE Team Emirates UAD       | UAE Team Emirates UAD |
| --------------------- | --------------------------- | --------------------- |
| Nr.                   | Rytter                      | Placering             |
| 91                    | David de la Cruz (ESP)      | 5.                    |
| 92                    | Andrés Camilo Ardila (COL)  | 11.                   |
| 93                    | Finn Fisher-Black (NZL)     | 76.                   |
| 94                    | Sebastián Molano (COL)      | 111.                  |
| 95                    | Cristian Camilo Muñoz (COL) | 69.                   |
| 96                    | Matteo Trentin (ITA)        | 81.                   |
| 97                    | Joe Dombrowski (USA)        | 100.                  |

| Qhubeka NextHash TQA | Qhubeka NextHash TQA              | Qhubeka NextHash TQA |
| -------------------- | --------------------------------- | -------------------- |
| Nr.                  | Rytter                            | Placering            |
| 101                  | Fabio Aru (ITA)                   | 2.                   |
| 102                  | Sander Armée (BEL)                | DNS-5                |
| 103                  | Bert-Jan Lindeman (NED)           | 108.                 |
| 104                  | Domenico Pozzovivo (ITA)          | DNS-5                |
| 105                  | Dylan Sunderland (AUS)            | 117.                 |
| 106                  | Reinardt Janse van Rensburg (RSA) | 85.                  |
| 107                  | Emil Vinjebo (DEN)                | DNF-2                |

| AG2R Citroën Team ACT | AG2R Citroën Team ACT   | AG2R Citroën Team ACT |
| --------------------- | ----------------------- | --------------------- |
| Nr.                   | Rytter                  | Placering             |
| 111                   | François Bidard (FRA)   | 48.                   |
| 112                   | Geoffrey Bouchard (FRA) | 9.                    |
| 113                   | Lilian Calmejane (FRA)  | 27.                   |
| 114                   | Mikaël Cherel (FRA)     | 28.                   |
| 115                   | Jaakko Hänninen (FIN)   | DNS-5                 |
| 116                   | Marc Sarreau (FRA)      | DNF-5                 |
| 117                   | Damien Touzé (FRA)      | 58.                   |

| Team DSM DSM | Team DSM DSM          | Team DSM DSM |
| ------------ | --------------------- | ------------ |
| Nr.          | Rytter                | Placering    |
| 121          | Romain Bardet (FRA)   | 6.           |
| 122          | Thymen Arensman (NED) | 23.          |
| 123          | Alberto Dainese (ITA) | DNF-5        |
| 124          | Nico Denz (GER)       | DNF-5        |
| 125          | Chad Haga (USA)       | 61.          |
| 126          | Chris Hamilton (AUS)  | 82.          |
| 127          | Martijn Tusveld (NED) | 24.          |

| Alpecin-Fenix AFC | Alpecin-Fenix AFC       | Alpecin-Fenix AFC |
| ----------------- | ----------------------- | ----------------- |
| Nr.               | Rytter                  | Placering         |
| 131               | Jay Vine (AUS)          | 105.              |
| 132               | Floris De Tier (BEL)    | 49.               |
| 133               | Tobias Bayer (AUT)      | 14.               |
| 134               | Lionel Taminiaux (BEL)  | DNF-1             |
| 135               | Edward Planckaert (BEL) | 88.               |
| 136               | Sacha Modolo (ITA)      | 122.              |
| 137               | Scott Thwaites (GBR)    | 97.               |

| Burgos-BH BBH | Burgos-BH BBH        | Burgos-BH BBH |
| ------------- | -------------------- | ------------- |
| Nr.           | Rytter               | Placering     |
| 141           | Ángel Madrazo (ESP)  | 20.           |
| 142           | Daniel Navarro (ESP) | DNF-3         |
| 143           | Mario Aparicio (ESP) | 102.          |
| 144           | Jetse Bol (NED)      | 17.           |
| 145           | Carlos Canal (ESP)   | 113.          |
| 146           | Diego Rubio (ESP)    | 95.           |
| 147           | Óscar Cabedo (ESP)   | 80.           |

| TotalEnergies TDE | TotalEnergies TDE         | TotalEnergies TDE |
| ----------------- | ------------------------- | ----------------- |
| Nr.               | Rytter                    | Placering         |
| 151               | Jérémy Cabot (FRA)        | DNF-4             |
| 152               | Víctor de la Parte (ESP)  | 25.               |
| 153               | Marlon Gaillard (FRA)     | 64.               |
| 154               | Damien Gaudin (FRA)       | DNF-5             |
| 155               | Christopher Lawless (GBR) | 120.              |
| 156               | Florian Maitre (FRA)      | 103.              |
| 157               | Adrien Petit (FRA)        | DNF-5             |

| Arkéa-Samsic ARK | Arkéa-Samsic ARK          | Arkéa-Samsic ARK |
| ---------------- | ------------------------- | ---------------- |
| Nr.              | Rytter                    | Placering        |
| 161              | Winner Anacona (COL)      | 45.              |
| 162              | Diego Rosa (ITA)          | DNF-3            |
| 163              | Thomas Boudat (FRA)       | 121.             |
| 164              | Miguel Flórez López (COL) | 12.              |
| 165              | Matis Louvel (FRA)        | 54.              |
| 166              | Łukasz Owsian (POL)       | 71.              |
| 167              | Kévin Ledanois (FRA)      | 56.              |

| Caja Rural-Seguros RGA CJR | Caja Rural-Seguros RGA CJR | Caja Rural-Seguros RGA CJR |
| -------------------------- | -------------------------- | -------------------------- |
| Nr.                        | Rytter                     | Placering                  |
| 171                        | Jon Aberasturi (ESP)       | 107.                       |
| 172                        | Julen Amezqueta (ESP)      | 73.                        |
| 173                        | Álvaro Cuadros (ESP)       | 78.                        |
| 174                        | Jonathan Lastra (ESP)      | 26.                        |
| 175                        | Oier Lazkano (ESP)         | 91.                        |
| 176                        | Sergio Martín (ESP)        | 67.                        |
| 177                        | Jokin Murguialday (ESP)    | 47.                        |

| Equipo Kern Pharma EKP | Equipo Kern Pharma EKP     | Equipo Kern Pharma EKP |
| ---------------------- | -------------------------- | ---------------------- |
| Nr.                    | Rytter                     | Placering              |
| 181                    | Urko Berrade (ESP)         | 16.                    |
| 182                    | Roger Adrià (ESP)          | 15.                    |
| 183                    | Raúl García Pierna (ESP)   | 124.                   |
| 184                    | Francisco Galván (ESP)     | 86.                    |
| 185                    | Jon Agirre (ESP)           | 63.                    |
| 186                    | Carlos García Pierna (ESP) | 50.                    |
| 187                    | Álex Jaime (ESP)           | 109.                   |

| Euskaltel-Euskadi EUS | Euskaltel-Euskadi EUS     | Euskaltel-Euskadi EUS |
| --------------------- | ------------------------- | --------------------- |
| Nr.                   | Rytter                    | Placering             |
| 191                   | Mikel Alonso Flores (ESP) | 125.                  |
| 192                   | Mikel Bizkarra (ESP)      | 59.                   |
| 193                   | Mikel Iturria (ESP)       | 22.                   |
| 194                   | Joan Bou (ESP)            | 31.                   |
| 195                   | Gotzon Martín (ESP)       | 53.                   |
| 196                   | Unai Cuadrado (ESP)       | 46.                   |
| 197                   | Luis Ángel Maté (ESP)     | 68.                   |

| Eolo-Kometa EOK | Eolo-Kometa EOK              | Eolo-Kometa EOK |
| --------------- | ---------------------------- | --------------- |
| Nr.             | Rytter                       | Placering       |
| 201             | Francesco Gavazzi (ITA)      | DNF-4           |
| 202             | Diego Sevilla (ESP)          | 126.            |
| 203             | Vincenzo Albanese (ITA)      | 62.             |
| 204             | Alejandro Ropero (ESP)       | 89.             |
| 205             | Márton Dina (HUN)            | 110.            |
| 206             | Mark Christian (GBR)         | 32.             |
| 207             | Sergio García González (ESP) | 79.             |